# Krilce
Wingleti (tudi Wingtip devices) so vertikalne strukture na koncih kril letal, za zmanjšanje  zračnega upora. Z njimi se zmanjšajo vrtinci na koncih kril in s tem dosežemo manjši inducirani zračni upor. S tem zmanjšamo porabo goriva za nekaj procentov ali pa povečamo dolet letala. Wingleti malce povečajo maso letala in povišajo nakupno ceno. Wingleti lahko v nekaterih primerih tudi izboljšajo krmarljivost letala in s tem povečajo varnost. Letalo z wingleti ima lahko manjši razpon kril, kar je prednost pri velikih letalih na s prostorom omejenih letališčih. Wingleti povečajo vitkost krila brez fizičnega povečanja razpon krila.
Konvencionalni wingleti so popularni na letalih kot so 747, MD11,Il-96, A330 in A340 in na nekaterih poslovnih letalih. 
Boeing 737 uporablja t. i. (ang. Blended Winglet). Na letalih Airbus A320 in A380 se imenujejo Wingtip Fences. A320NEO bo imel t. i. Sharklets, Boeing 737MAX pa dvodelni Winglet.
Nekatera moderna letala kot so Boeing 777, 787, Airbus A350 imajo drugačne izvedbe koncev kril, npr. zavihane (ang. Raked WingTips), ki na drugačen način služijo istem namenu.

## Uporaba drugje
- na propelerju turbopropelerskega letala npr. Airbus A400M (Scimitar propeler)
- na rotorju helikopterja na AgustaWestland AW101 Merlin
- na rotorju vetrna turbine

- Uporaba na rotorju helikopterja
- Scimitar propeler na A400M
- Winglet na vetrni turbini
- Winglet na Airbusu 321